# Jordbävningen i San Francisco 1906
Jordbävningen i San Francisco 1906 var en stor jordbävningskatastrof som drabbade San Francisco och norra Kaliforniens kust klockan 05:12 lokal tid, onsdagen den 18 april 1906. Den mest accepterade teorin angående skalvets styrka föreslår en momentmagnitud på 7,8; allt från 7,7 till 8,3 har dock föreslagits. Epicentrum låg till havs, cirka tre kilometer från staden. Det var hus och byggnader som rasade i ungefär tre dagar, och sammanlagt 28 000 hus raserades. 
Men det var inte bara jordbävningen som förstörde staden, utan flera kraftiga bränder utbröt som följd av jordbävningen. Elden gav snart upphov till  explosioner i gasledningar. Sedan spreds elden okontrollerat bland de skadade byggnaderna i staden. Bränderna förvärrades ytterligare när många invånare satte eld på sina egna jordbävningsskadade hus. Detta gjordes som ett resultat av att hemförsäkringarna endast täckte skador orsakade av bränder, inte av jordbävningar.
Katastrofen krävde omkring 3 000 dödsoffer, och mer än en kvarts miljon människor blev hemlösa. Skadorna uppskattades till motsvarande 10,5 miljarder dollar.